# Neuraeschna calverti
Neuraeschna calverti là loài chuồn chuồn trong họ Aeshnidae. Loài này được Kimmins mô tả khoa học đầu tiên năm 1951.